# Villardompardo-palota
A Villardompardo-palota a spanyolországi Jaén egyik 16. századi palotája, ma kulturális központ és múzeum.

## Története
A 16. században egy korábbi, 10–11. századi arab fürdő maradványai fölé épült palota eredetileg Villardompardo első grófjáé, Peru alkirályáé, Fernando Torres y Portugalé volt. A 17. században és a 18. század első felében bank működött benne, ebből az időből származik a belső udvar falainak két felirata is. A század végén a Junta del Real Hospicio vásárolta meg, tőlük pedig a Beneficencia Provincial nevű jótékonysági szervezethez került, akik női szegényházat nyitottak benne. A 19. század elején több átalakítást is végeztek a palotán: a régi főbejárati kaput lecserélték, fölé pedig egy szürke kővel keretezett fehér márványtáblát helyeztek el a következő latin nyelvű felirattal: „Pascentur primogeniti pauperum, et pauperes fiducialiter requiescent. Ysaiae C. 4.V.30.” („A szegények elsőszülöttei táplálkoznak, a szegények bizalommal nyugszanak”). A felirat mellé két címert tettek: Benito Marín püspökét jobb oldalra, míg Kasztília címerét balra. 1901 és 1903 között, amikor már Jaén tartomány tulajdonában állt az épület, kibővítették, ehhez pedig néhány szomszédos épületet lebontottak. 1913-ban talált rá Enrique Romero de Torres az addig az épület alá eltemetett régi arab fürdőkre, de ekkor még nem tárták fel azokat. 1970-ben a szegényház elköltözött innen, itt pedig 1984-ig tartó műemléki feltárások és felújítások kezdődtek, többek között a pincében található egykori arab fürdőket is ekkor hozták rendbe. A felújításért Europa Nostra-díjat kaptak.

## Az épület
A közel négyzet alakú, kétemeletes reneszánsz palota egy belső udvart ölel körbe. Ezen az udvaron belül még egy két szintes, minden szinten nyolc, kőből készült toszkán oszloppal (oldalanként 3–3 darabbal) alátámasztott körfolyosó is található, amelynek félköríves bolthajtásai téglából készültek. Az épület alatt egykori arab fürdők maradványait tárták fel a 20. században, ezek ma Spanyolország legjobb állapotban megmaradt, legnagyobb ilyen jellegű építményei. Eredetileg négy helyiségből állt: a piros és fehér oszlopokkal rendelkező előcsarnokból, valamint a hideg, a langyos és a forró vizes fürdőből.

## Képek

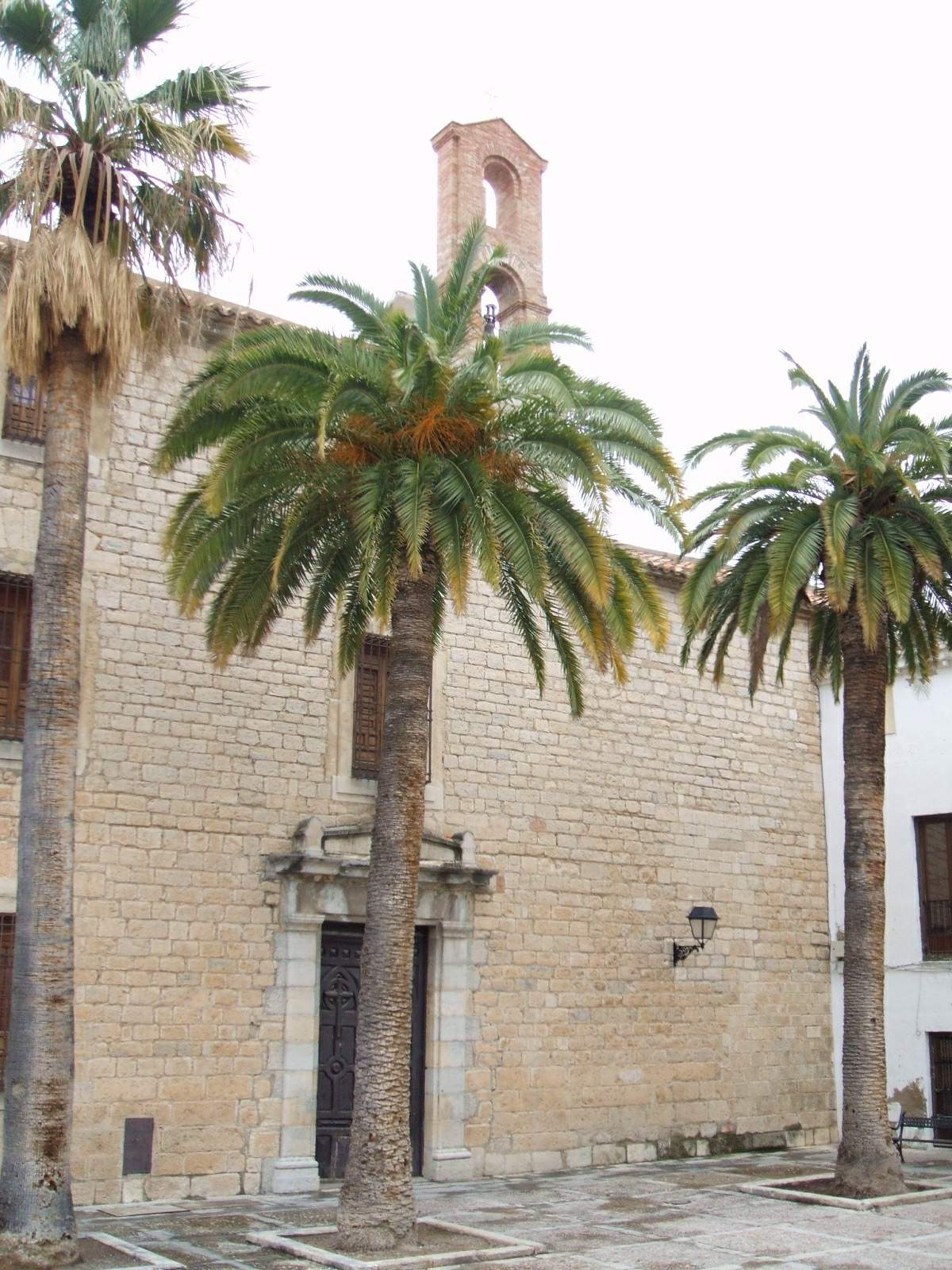
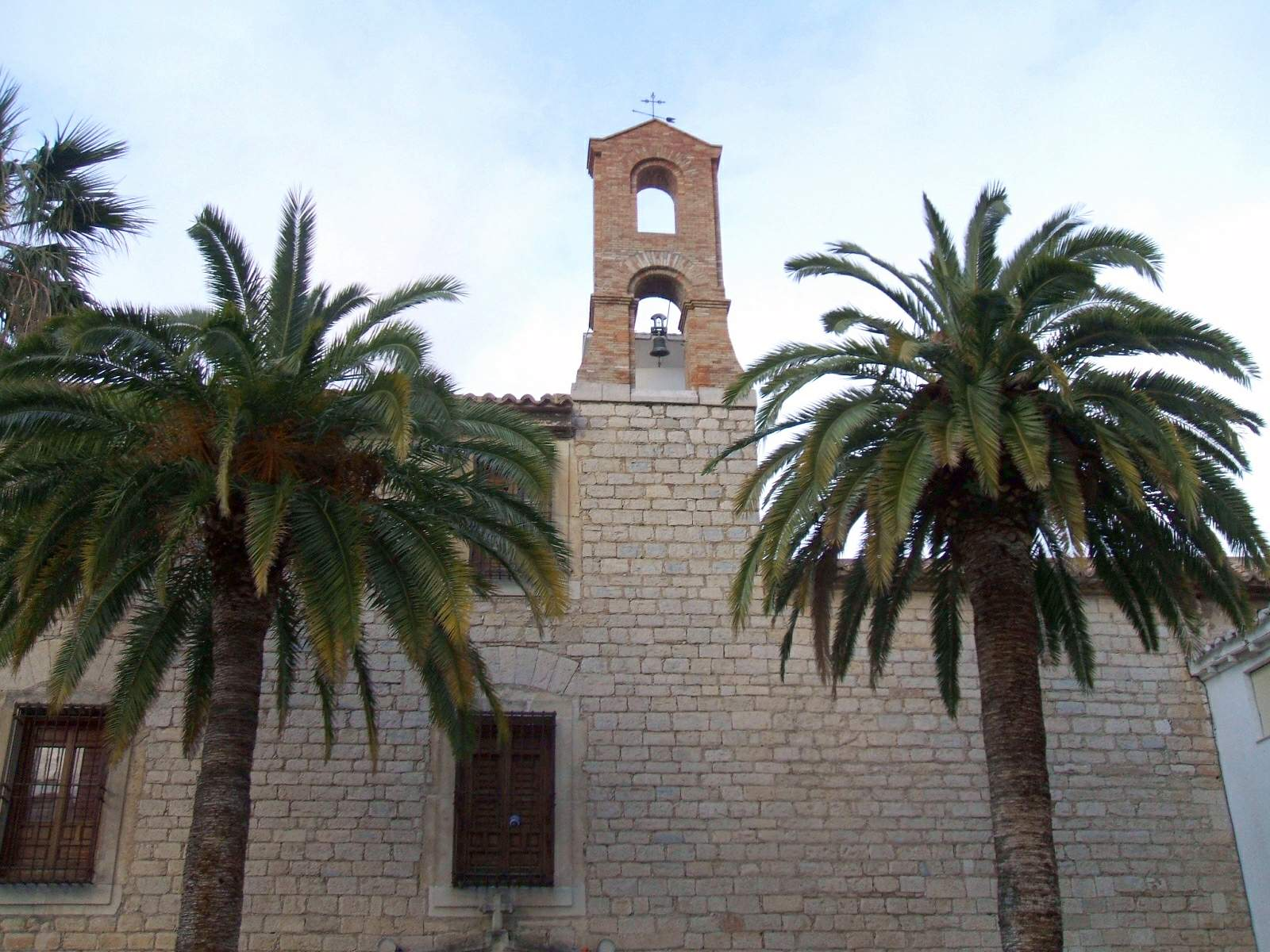
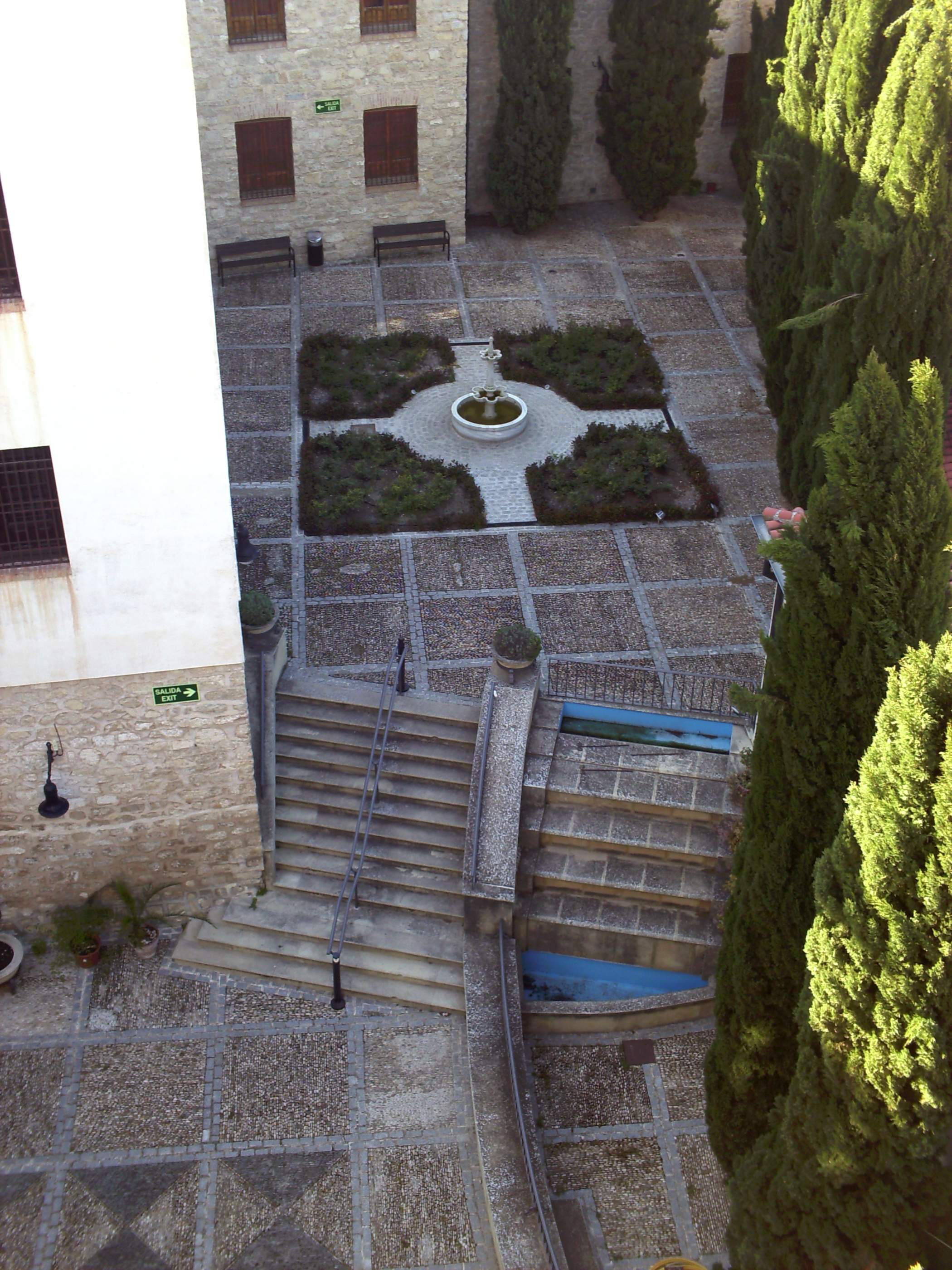
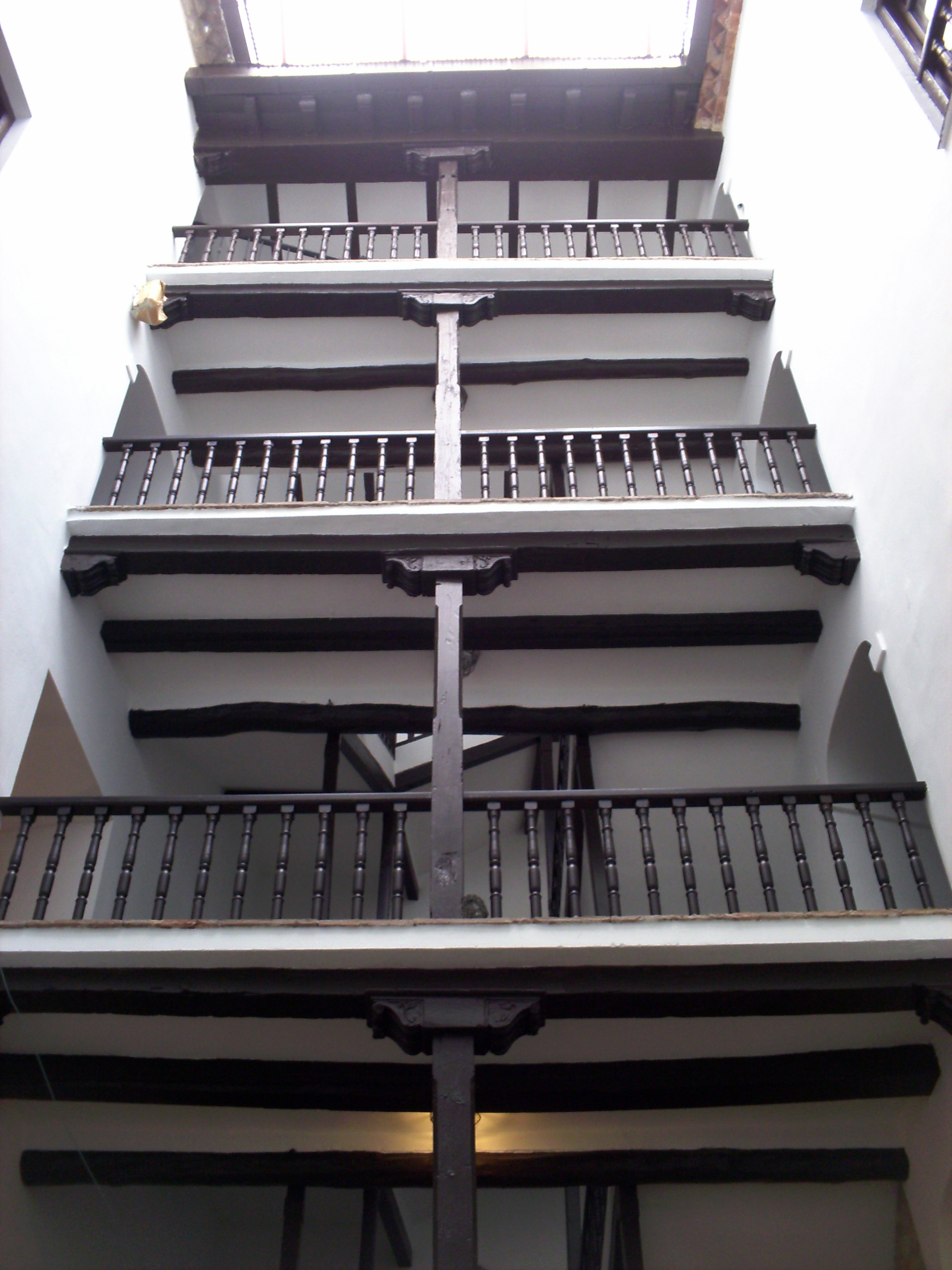